# 톰 잭슨

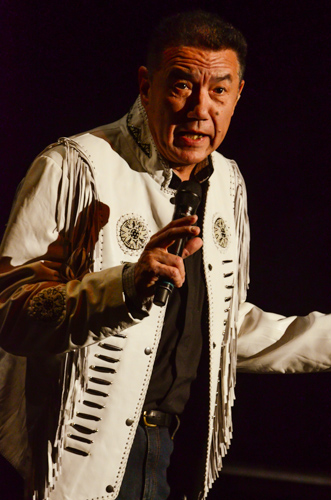

톰 잭슨(Tom Jackson, 1948년 10월 27일 ~ )은 캐나다의 배우, 가수, 영화배우, 텔레비전 배우이다.

## 영화
- 콜드 체이싱 (2019년) - 화이트 불 역
- 더 디펜더블 (2014년)
- 스킨워커스 (2006년) - 윌 역
- 미-쉬: 더 워터 자이언트 (2005년)
- 빅 베어 (1999년)